# Yair Rodríguez
Yair Raziel Rodríguez Portillo (ur. 6 października 1992 w Hidalgo de Parral) – meksykański zawodnik mieszanych sztuk walki. Były tymczasowy mistrz UFC wagi piórkowej.

## Życiorys
Urodził się w Hidalgo de Parral w stanie Chihuahua. Jest synem Rigoberto Rodrígueza Olivasa i Normy Alicii Portillo. Już w młodym wieku pracował wraz z ojcem przy opiece nad zwierzętami i uprawą roślin. Zaczął trenować taekwondo w wieku pięciu lat, a z czasem rozpoczął także treningi boksu oraz judo.

## Osiągnięcia

### Mieszane sztuki walki
- 2014: Zwycięzca turnieju The Ultimate Fighter: Latin America w wadze piórkowej
- 2023: Tymczasowy mistrz UFC w wadze piórkowej

## Lista zawodowych walk MMA
| Wynik     | Bilans   | Przeciwnik (bilans przed walką) | Rozstrzygnięcie                             | Runda | Czas | Rozgrywki                                    | Data       | Miejsce                         | Uwagi                                                                                   |
| --------- | -------- | ------------------------------- | ------------------------------------------- | ----- | ---- | -------------------------------------------- | ---------- | ------------------------------- | --------------------------------------------------------------------------------------- |
| Wygrana   | 20-5 (1) | Patrício Freire (36-7)          | Decyzja (jednogłośna)                       | 3     | 5:00 | UFC 314                                      | 12.04.2025 | Miami                           |                                                                                         |
| Przegrana | 19-5 (1) | Brian Ortega (15-3)             | Poddanie (duszenie trójkątne rękoma)        | 3     | 0:58 | UFC Fight Night: Moreno vs. Royval 2         | 24.02.2024 | Meksyk                          | Co-Main Event                                                                           |
| Przegrana | 19-4 (1) | Alexander Volkanovski (25-2)    | TKO (ciosy pięściami)                       | 3     | 4:19 | UFC 290                                      | 08.07.2023 | Las Vegas                       | Pojedynek o pas mistrzowski UFC w wadze piórkowej. Main Event                           |
| Wygrana   | 19-3 (1) | Josh Emmett (18-2)              | Poddanie (duszenie trójkątne nogami)        | 2     | 4:19 | UFC 284                                      | 12.02.2023 | Perth                           | Zdobył tymczasowy pas mistrzowski UFC w wadze piórkowej. Co-Main Event                  |
| Wygrana   | 18-3 (1) | Brian Ortega (15-2)             | TKO (kontuzja ramienia)                     | 1     | 4:11 | UFC Fight Night: Ortega vs. Rodríguez        | 16.07.2022 | Elmont                          |                                                                                         |
| Przegrana | 17-3 (1) | Max Holloway (22-6)             | Decyzja (jednogłośna)                       | 5     | 5:00 | UFC Fight Night: Holloway vs. Rodríguez      | 13.11.2021 | Las Vegas                       | Main Event                                                                              |
| Wygrana   | 17-2 (1) | Jeremy Stephens (28-16. 1 NC)   | Decyzja (jednogłośna)                       | 3     | 5:00 | UFC on ESPN: Reyes vs. Weidman               | 18.10.2019 | Boston                          | Main Event                                                                              |
| Nieodbyta | 16-2 (1) | Jeremy Stephens (28-16)         | No contest (cios palcem w oko)              | 1     | 0:15 | UFC Fight Night: Rodríguez vs. Stephens      | 21.09.2019 | Meksyk                          |                                                                                         |
| Wygrana   | 16-2     | Chan Sung Jung (14-4)           | KO (uderzenie łokciem)                      | 5     | 4:59 | UFC Fight Night: Korean Zombie vs. Rodríguez | 10.11.2018 | Denver                          | Bonus za występ wieczoru. Main Event.                                                   |
| Przegrana | 15-2     | Frankie Edgar (21-5-1)          | TKO (przerwanie przez lekarza)              | 2     | 5:00 | UFC 211                                      | 13.05.2017 | Dallas                          |                                                                                         |
| Wygrana   | 15-1     | B.J. Penn (16-10-2)             | TKO (ciosy pięściami)                       | 2     | 0:24 | UFC Fight Night: Rodríguez vs. Penn          | 15.01.2017 | Phoenix                         | Bonus za występ wieczoru.                                                               |
| Wygrana   | 14-1     | Alex Caceres (12-8)             | Decyzja (niejednogłośna)                    | 5     | 5:00 | UFC Fight Night: Rodríguez vs. Caceres       | 06.08.2016 | Salt Lake City                  | Main Event                                                                              |
| Wygrana   | 13-1     | Andre Fili (15-3)               | KO (kopnięcie okrężne w głowę)              | 2     | 2:15 | UFC 197                                      | 23.04.2016 | Las Vegas                       | Bonus za występ wieczoru.                                                               |
| Wygrana   | 12-1     | Dan Hooker (12-5)               | Decyzja (jednogłośna)                       | 3     | 5:00 | UFC 192                                      | 03.10.2015 | Houston                         |                                                                                         |
| Wygrana   | 11-1     | Charles Rosa (10-1)             | Decyzja (niejednogłośna)                    | 3     | 5:00 | UFC 188                                      | 13.06.2015 | Meksyk                          |                                                                                         |
| Wygrana   | 10-1     | Leonardo Morales (5-1)          | Decyzja (jednogłośna)                       | 3     | 5:00 | UFC 180                                      | 15.11.2014 | Meksyk                          | Debiut w UFC. Zwycięzca turnieju The Ultimate Fighter: Latin America w wadze piórkowej. |
| Wygrana   | 9-1      | Angelo Duarte (6-11)            | Poddanie (dźwignia prosta na staw łokciowy) | 1     | 2:12 | NP: High Altitude Face Off 6                 | 04.04.2014 | Alamosa                         |                                                                                         |
| Wygrana   | 8-1      | Edgar Juarez (1-1)              | KO (latające kolano)                        | 1     | 0:19 | FMP 14                                       | 16.02.2013 | Jiménez Municipality, Chihuahua |                                                                                         |
| Przegrana | 7-1      | Roberto Herrera (1-1)           | KO (lewy hak)                               | 1     | 1:21 | FMP 13                                       | 20.12.2012 | Chihuahua                       |                                                                                         |
| Wygrana   | 7-0      | Ricardo Alcala (1-0)            | KO (kolano i cios pięścią)                  | 1     | 0:20 | FMP 11                                       | 25.05.2012 | Chihuahua                       |                                                                                         |
| Wygrana   | 6-0      | Carlos Ricardo (0-0)            | Poddanie (duszenie trójkątne rękoma)        | 3     | 0:50 | TSC 1: The Supreme Cage                      | 10.03.2020 | Monterrey                       |                                                                                         |
| Wygrana   | 5-0      | Roberto Herrera (0-0)           | Poddanie (duszenie zza pleców)              | 2     | 2:20 | FMP 10: Parral vs. El Resto del Mundo        | 03.03.2012 | Hidalgo del Parral              |                                                                                         |
| Wygrana   | 4-0      | Edgar Baldescor (0-0)           | Poddanie (duszenie zza pleców w stójce)     | 1     | 2:13 | FMP 9                                        | 22.12.2021 | Chihuahua                       |                                                                                         |
| Wygrana   | 3-0      | Jonatan Guzmán (0-0)            | Decyzja (jednogłośna)                       | 3     | 5:00 | FMP 8                                        | 17.09.2011 | Hidalgo del Parral              |                                                                                         |
| Wygrana   | 2-0      | Willie Martinez (0-0)           | TKO (ground and pound)                      | 3     | 2:33 | FMP 7: Grand Prix                            | 30.07.2011 | Chihuahua                       |                                                                                         |
| Wygrana   | 1-0      | Luis Daniel Gonzalez (0-0)      | KO (Flying Switch Kick i ciosy pięściami)   | 1     | 1:37 | FMP 5                                        | 29.01.2011 | Hidalgo del Parral              |                                                                                         |

## Życie prywatne
Ma brata i siostrę, jest również spokrewniony z brązowym medalistą olimpijskim w boksie z Rio de Janeiro, Misaelem Rodríguezem.